# Chang Hye-jin
Chang Hye-jin (hangul 장혜진, ur. 13 maja 1987) – południowokoreańska łuczniczka sportowa. Dwukrotna złota medalistka olimpijska z Rio de Janeiro.
Startowała w konkurencji łuków klasycznych. Zawody w 2016 były jej pierwszymi igrzyskami olimpijskimi. Po złoto sięgnęła w rywalizacji indywidualnej oraz w drużynie, tworzyły ją również Choi Mi-sun i Ki Bo-bae. Indywidualnie zajęła ósme miejsce. Na mistrzostwach świata w 2013 i 2017 została mistrzynią świata w drużynie. Była druga w 2017 w rywalizacji indywidualnej. W 2019 zdobyła srebro w drużynie. Również w drużynie zwyciężała w igrzyskach azjatyckich w 2014 i 2018. Indywidualnie była druga w 2014. 